# Mattias Pérez
Mattias Rolando Perez, född 17 februari 1975 i Skarpnäcks församling, Stockholms län, är musiker och musikpedagog vid Musikhögskolan Ingesund.

## Biografi
Mattias Pérez är bosatt i Karlstad. Han spelar 12-strängad gitarr men även mandola, cittern, mandolin, dobro och charango inom främst folk- och världsmusik och aktiv på musikscenerna runt om i världen. Han har en musikpedagogutbildning från Musikhögskolan Ingesund, där han numera själv undervisar.
Han spelar tillsammans med bl.a. Sofia Karlsson, Ulrika Bodén Band, med Harald Haugard och Helene Blum Band i Danmark, med Sigrid Moldestad i Norge och med sin trio MP3 - Mattias Pérez Trio. Han spelar även duo med Nano Stern i Chile och på duo med Kevin Henderson från Shettland. Mattias har också arbetat som teatermusiker vid många av Västanå Teaters produktioner som t.ex. Peer Gynt, En Herrgårdssägen, Trollflöjten och En Midsommarnattsdröm.

## Diskografi
- 2003 ”När tystnaden bryts” (8-9985, Verbum Musik)
- 2004 ”Duradamm” - Mats Berglund/Mattias Pérez (MMMCD01)
- 2006 ”Psalmer i 2000-talet” (8-0016, Verbum Musik)
- 2006 ”Allt vad jorden bär” - Eva Rune/Mattias Pérez (EGRAM3, Enviken Records)
- 2007 ”Runt Frälsarkransen” - med Karlstad Kammarkör (526034, Verbum Förlag)
- 2007 ”Crane Dance” - Jonas Simonsson (NTCD08, Nordic Tradition)
- 2007 ”MP3 - Mattias Pérez Trio” (NTCD10, Nordic Tradition)
- 2008 ”Guds andedräkt” - mässa i irländsk folkton (526046, Verbum Förlag)
- 2008 ”En Herrgårdssägen” - Västanå Teater (OHR001, Outhouse Records)
- 2008 ”Elden och Berget” - Eva Rune/Mattias Pérez (EGRAM5, Enviken Records)
- 2008 ”Live at Ransäter! - Outhouse Allstars (OHR002 Outhouse Records)
- 2009 ”Otoñal" - Mattias Pérez /Nano Stern (AWPCD001, Acoustic World Productions)
- 2009”Suede - Entre triol et sextondel” (C560225, Occora, Radio France)
- 2009 ”Kvintessens” - Nyberg, Anders (POMCD001, Peace Of Music)
- 2010 ”Nattfjäril” - Malin Foxdal  (BLUE1001, Blue Sparrow Music)
- 2010 ”Sandkorn” - Sigrid Moldestad  (HCD7248, Heilo)
- 2011 ”Fin Da Laand Ageen” - Kevin Henderson (KEVHENCD001, Scotland)
- 2012 ”Den Femte Søster” - Harald Haugard (PHR0511, Pile House Records)
- 2012 ”Dansa Dansa” -  MP3 (MP3, MP3CD0001)
- 2012 ”Körksangern” - Ulrika Bodén (SPCD003, Schmalemsee, Produktion )
- 2013 ”East”- Mattias Pérez (AWPCD003, Acoustic World Productions)
- 2013 ”Lång Väg Hem” - Malin Foxdal (BLUE1003, Blue Sparrow Music)
- 2013 ”Kärlekssånger” - Ulrika Bodén (SPCD003, Schmalemsee Produktion)
- 2014 ”En Ängel Vid Min Sida”  (NORICD004, Novum Riff)
- 2014 ”Polska” (BEMO075, Bemo Productions, France)
- 2015 ”Lys og Forfald” -  Harald Haugard (PHR0714, Phile Hose Records)
- 2015 ”Vida” - Eva Rune (FSCD1, Fjällbrudens Sång)
- 2015 ”Flyger Igen” - Crane Dance Trio (DIS027, Dimma Sweden)
- 2015 ”Så Ta Mitt Hjärta” - Sigrid Moldestad (HCD7300, Grappa Musikförlag)
- 2016 ”MP3 - Guldvingen” - MP3 (AWPCD0004, Acoustic World Productions)
- 2017 “Låtar Från Bakgårn” - Eva Deivert (SEWJN32, Gammalthea)
- 2018 “Berg Und Meer” - Nordic Alpine Chrismas Tour (PHR1218,Phile Hose Records, Denmark)
- 2018 “Vägen Jag Vandrat” - Nina Pérez (AWPCD0005, Acoustic World Productions)
- 2019 "Sharing Herritage Love Tree Ensemble Live At Folkbaltica PHR1319, Phile Hose Records, Denmark)
- 2019 Sing Along Vaggsång" Alexandra Ullsten, Mattias Pérez och Nins Pérez (AWPCD0006 Acoustic World Productions)
- 2019 "Guitar Stories" Sofia Karlsson, Mattias Pérez and Daniel Ek (SALLY009, Sally Wiola Sessions )